# Ik zoek alleen mezelf
Ik zoek alleen mezelf is een single van Miss Montreal & Paskal Jakobsen.
De single werd uitgegeven ter promotie van de theatertournee die Miss Montreal in 2015 hield onder de noemer "Onmeunig Sanne" (roepnaam Miss Montreal luidt Sanne Hans). Paskal Jakobsen is afkomstig uit de muziekgroep BLØF. Zij ontmoetten elkaar tijdens een uitzending van RTL Late Night. Het nummer valt op door de stuwende drums/basgitaar. Ik zoek alleen mezelf maakt daarbij deel uit van een nog later te verschijnen studioalbum, waarop Miss Montreal ook nog samenwerkt met onder meer Simon Keizer (Nick & Simon) en Guus Meeuwis.
NPO Radio 2 riep het lied uit tot TopSong en Radio 538 tot Alarmschijf. Het nummer was live te horen in GIEL van Giel Beelen.

## Hitnotering

### Nederlandse Top 40
| Hitnotering: 24-01-2015 t/m 14-03-2015 | Hitnotering: 24-01-2015 t/m 14-03-2015 | Hitnotering: 24-01-2015 t/m 14-03-2015 | Hitnotering: 24-01-2015 t/m 14-03-2015 | Hitnotering: 24-01-2015 t/m 14-03-2015 | Hitnotering: 24-01-2015 t/m 14-03-2015 | Hitnotering: 24-01-2015 t/m 14-03-2015 | Hitnotering: 24-01-2015 t/m 14-03-2015 | Hitnotering: 24-01-2015 t/m 14-03-2015 | Hitnotering: 24-01-2015 t/m 14-03-2015 |
| Week:                                  | 1                                      | 2                                      | 3                                      | 4                                      | 5                                      | 6                                      | 7                                      | 8                                      |                                        |
| -------------------------------------- | -------------------------------------- | -------------------------------------- | -------------------------------------- | -------------------------------------- | -------------------------------------- | -------------------------------------- | -------------------------------------- | -------------------------------------- | -------------------------------------- |
| Positie:                               | 29                                     | 26                                     | 24                                     | 20                                     | 22                                     | 29                                     | 31                                     | 33                                     | uit                                    |

### NederlandseSingle Top 100
| Hitnotering: (Week 1 t/m 2) 17-01-2015 t/m 24-01-2015 Hitnotering: (Week 3) 14-02-2015 | Hitnotering: (Week 1 t/m 2) 17-01-2015 t/m 24-01-2015 Hitnotering: (Week 3) 14-02-2015 | Hitnotering: (Week 1 t/m 2) 17-01-2015 t/m 24-01-2015 Hitnotering: (Week 3) 14-02-2015 | Hitnotering: (Week 1 t/m 2) 17-01-2015 t/m 24-01-2015 Hitnotering: (Week 3) 14-02-2015 | Hitnotering: (Week 1 t/m 2) 17-01-2015 t/m 24-01-2015 Hitnotering: (Week 3) 14-02-2015 | Hitnotering: (Week 1 t/m 2) 17-01-2015 t/m 24-01-2015 Hitnotering: (Week 3) 14-02-2015 |
| Week:                                                                                  | 1                                                                                      | 2                                                                                      |                                                                                        | 3                                                                                      |                                                                                        |
| -------------------------------------------------------------------------------------- | -------------------------------------------------------------------------------------- | -------------------------------------------------------------------------------------- | -------------------------------------------------------------------------------------- | -------------------------------------------------------------------------------------- | -------------------------------------------------------------------------------------- |
| Positie:                                                                               | 56                                                                                     | 81                                                                                     | uit                                                                                    | 100                                                                                    | uit                                                                                    |